# 자누사우루스

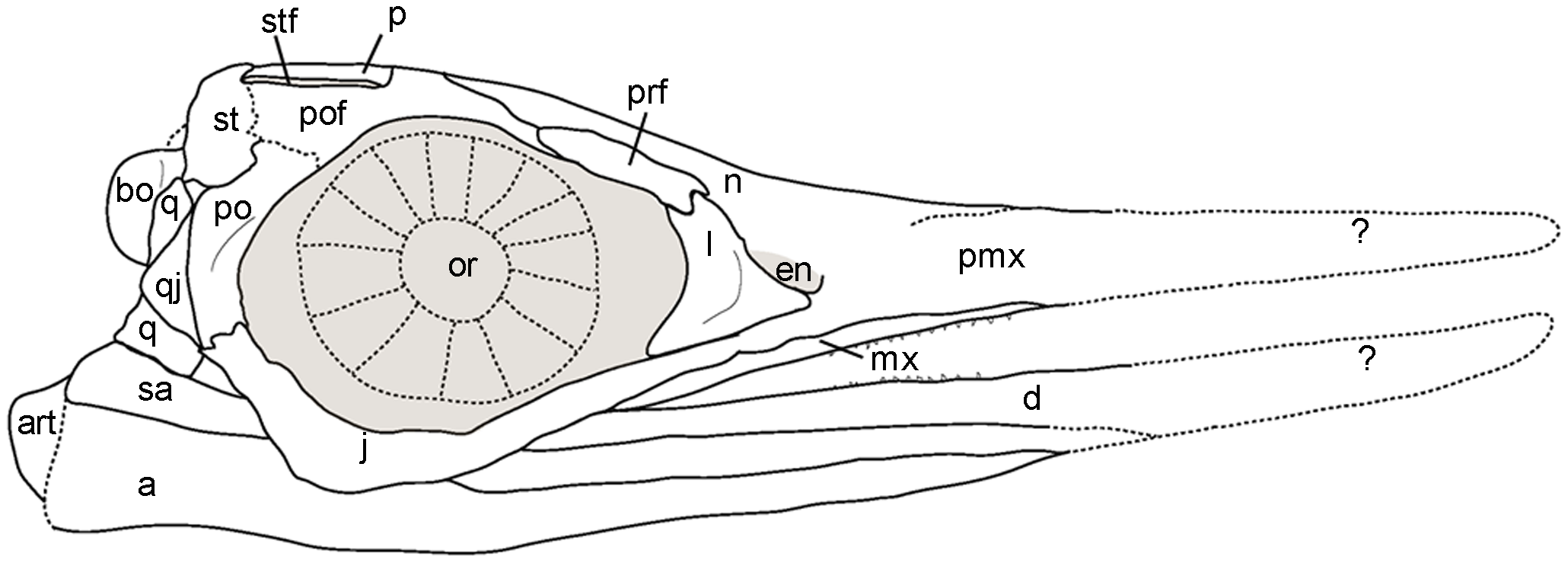

자누사우루스(학명:Janusaurus lundi)는 어룡목 안공룡과에 속하는 어룡이다. 지금은 멸종된 종으로서 전체적인 몸길이가 4~8m인 거대한 어룡에 속한다.

## 특징
자누사우루스(Janusaurus)는 어퍼 쥐라기 슬롯츠모에야에서 멸종된 안공룡과의 속이다. 이로 인해 안공룡과의 한 속으로서 중앙 스피츠베르겐의 아가르드펠레 형성.홀로야타입은 부분 두개골로 이루어져 있다. 2019년에 자누사우루스는 니콜라이 즈베르코프와 나탈랴 프리렙스카야에 의해 별개의 종으로 유지되긴 했지만 같은 해 후반에 이 동의어가 레네 델세트와 동료들에 의해 반대되기도 하였고 별개의 제네라를 보증하기에 충분히 다르다고 주장했다. 바다에 살았던 어룡답게 다리가 변형되어 만들어진 지느리미가 매우 발달되어 있으며 가슴지느러미와 꼬리지느러미가 매우 큰 것이 특징이다. 양턱에는 총 15~25개의 삼각형 모양의 세렝된 이빨을 가지고 있으며 이를 통하여 먹이를 사냥했을 것으로 보인다. 먹이로는 당대에 서식했던 물고기, 두족류, 갑각류와 다른 작은 어룡을 잡아먹고 살았을 육식성의 포식자로 추정되는 종이다.

## 생존시기와 서식지와 화석의 발견
자누사우루스가 생존했던 시기는 중생대의 쥐라기 후기로서 지금으로부터 1억 6500만년전~1억 4500만년전에 생존했던 종이다. 생존했던 시기에는 유럽을 중심으로 하는 북동부 대서양과 지중해, 북극해에서 서식했던 어룡이다. 화석의 발견은 2014년에 유럽의 쥐라기에 형성된 지층에서 유럽의 고생물학자들에 의해 처음으로 화석이 발견되어 새롭게 명명된 종이다.

## 같이 보기
- 파충류
- 중생대
- 쥐라기
- 어룡
- 화석